# بريندا تايلور (مجدفة)
بريندا تايلور (بالإنجليزية: Brenda Susan Taylor) هي مجدفة كندية، ولدت في 28 أكتوبر 1962 في نانيامو إي في كندا.

## وصلات خارجية
- بريندا تايلور على موقع الاتحاد الدولي للتجديف (الإنجليزية)
- بريندا تايلور على موقع اللجنة الأولمبية الدولية (الإنجليزية)
- بريندا تايلور على موقع أوليمبيديا (الإنجليزية)
- بريندا تايلور على موقع اللجنة الأولمبية الكندية (الإنجليزية)